# 28. Kavallerie-Brigade (Deutsches Kaiserreich)
Die 28. Kavallerie-Brigade war ein Großverband der Preußischen Armee.

## Geschichte
Die 28. Kavallerie-Brigade hatte ihren Ursprung in der Badischen Armee und wurde 1830  als großherzoglich badische Kavallerie-Brigade aufgestellt und am 22. Oktober 1852 zum Kommando der Reiterei. Zum 1. Juli 1871 erhielt sie die Bezeichnung 28. Kavallerie-Brigade und wurde am 17. Mai 1918 in Kavallerie-Schützen-Kommando 28 umbenannt. Von 1871 bis vor dem Ausbruch des Ersten Weltkrieges war sie Teil der 28. Division, die dem XIV. Armee-Korps mit Sitz in Karlsruhe zugeordnet war. Mit Kriegsbeginn gehörte sie zur 6. Kavallerie-Division, die Teil des  Höheren Kavallerie-Kommandos 3, geführt von General Gustav von Hollen, war.
Während des Ersten Weltkrieges unterstand sie
| Zeitraum                               | Übergeordnete Einheit                                            |
| -------------------------------------- | ---------------------------------------------------------------- |
| 1. August 1914 bis 14. Oktober 1916    | 6. Kavallerie-Division                                           |
| 15. Oktober 1916 bis 19. November 1916 | verstärkte 45. Kavallerie-Brigade                                |
| 20. November 1916 bis 2. Februar 1917  | Kavallerie-Division A                                            |
| 3. Februar 1917 bis 10. Februar 1917   | 4. Kavallerie-Division                                           |
| 11. Februar 1917 bis 7. April 1917     | 2. bayerische Landwehr-Division                                  |
| 8. April 1917 bis 8. April 1918        | 4. Kavallerie-Division                                           |
| 9. April 1918 bis 18. April 1918       | 301. Infanterie-Division                                         |
| 19. April 1918 bis 20. Mai 1918        | 4. Kavallerie-Division                                           |
| 21. Mai 1918 bis 11. November 1918     | 7. Kavallerie-Division (ab Juni 7. Kavallerie-Schützen-Division) |

### Gliederung
- 1871 bis 1890

1. Badisches Leib-Dragoner-Regiment Nr. 20, 3. Badisches Dragoner-Regiment „Prinz Karl“ Nr. 22
- 1890 bis 1914

1. Badisches Leib-Dragoner-Regiment Nr. 20
2. Badisches Dragoner-Regiment Nr. 21
- Kriegsgliederung 1914 bis 1918

Ulanen-Regiment Nr. 11, Schleswig-Holsteinisches Ulanen-Regiment Nr. 15, Reserve-Ulanen-Regiment Nr. 4

### Deutscher Krieg 1866
Wie schon in der Völkerschlacht bei Leipzig kämpften Einheiten der Badischen Armee auch im Deutschen Krieg  gegen Preußen und kam im Verband des VIII. Bundes-Armee-Korps bei der Bundesexekution in den Gefechten bei Hundheim und Gerchsheim zum Einsatz.

### Deutsch-Französischer Krieg 1870/1871
Während des Krieges gegen Frankreich war die Brigade am 4. August 1870 zunächst an der Einnahme von Hagenau beteiligt und wirkte anschließend vom 10. August bis 27. September an der Belagerung von Straßburg mit. Im Dezember folgte das Gefecht bei Nuits.

### Erster Weltkrieg
Bis zum 3. November 1914 war die Brigade auf dem westlichen Kriegsschauplatz und anschließend bis März 1918 auf dem östlichen Kriegsschauplatz eingesetzt. Ab April 1918 wurde sie wieder im Westen verwendet.

### Brigadekommandeure
| Name                                                             | Datum                                   |
| ---------------------------------------------------------------- | --------------------------------------- |
| Großherzoglich badische Kavallerie-Brigade                       |                                         |
| Maximilian von Baden                                             | 1830                                    |
| Wilhelm Gayling von Altheim                                      | 1843                                    |
| Kommando der großherzoglich badischen Reiterei                   |                                         |
| August von Roggenbach                                            | 1852                                    |
| Theodor Hilpert                                                  | 1855                                    |
| Ludwig Schuler                                                   | 1856                                    |
| Carl Freiherr von Freystedt                                      | 1860                                    |
| Edmund Reinhard Friedrich Wilhelm Christoph Hektor von Degenfeld | 1866                                    |
| Udo von La Roche-Starkenfels                                     | 1869                                    |
| 28. Kavallerie-Brigade                                           |                                         |
| Karl von Willisen                                                | 1. Juli 1871 bis 6. Dezember 1875       |
| Hermann Albert zu Lynar                                          | 7. Dezember 1875 bis 23. Januar 1882    |
| Carl von Hänisch                                                 | 24. Januar 1882 bis 7. März 1883        |
| Friedrich Baltzer von Strantz                                    | 8. März 1883 bis 13. Februar 1885       |
| Ernst von der Planitz                                            | 14. Februar 1885 bis 13. Juni 1888      |
| Albert Freiherr von Schleinitz                                   | 14. Juni 1888 bis 15. Februar 1892      |
| Kurt Nickisch von Rosenegk                                       | 16. Februar 1892 bis 16. Juni 1893      |
| Rudolf von Rabe                                                  | 17. Juni 1893 bis 17. August 1897       |
| Carl Ludwig Friedrich Graf von Klinckowström                     | 18. August 1897 bis 21. Mai 1900        |
| Konrad von Hausmann                                              | 22. Mai 1900 bis 7. April 1903          |
| Heinrich Hans von Keller                                         | 8. April 1903 bis 9. Juli 1907          |
| Maximilian von Baden                                             | 10. Juli 1907 bis 15. Juni 1911         |
| Gustav von Arnim                                                 | 16. Juni 1911 bis 26. Januar 1913       |
| Udo von Selchow                                                  | 27. Januar 1913 bis 18. September 1916  |
| Heribert Graf von Spee                                           | 19. September 1916 bis 26. Februar 1918 |
| Karl Graf von Kageneck                                           | 27. Februar 1918 bis Oktober 1918       |
| Konrad Freiherr von Stotzingen                                   | Oktober 1918 bis Kriegsende             |
| Max von Holzing-Berstett                                         | 7. Februar 1919 Demobilisierung         |